# A Ghost Is Born
A Ghost Is Born (en español, Nace un fantasma) es el quinto álbum de estudio de la banda estadounidense originaria de Chicago Wilco. Lanzado el 22 de junio de 2004, en él el cantante Jeff Tweedy toca la guitarra líder más que en ningún otro disco de Wilco anterior. La banda subió el álbum para streaming en su sitio web en forma gratuita y ofreció un EP de cinco canciones para los compradores.
Tweedy ingresó en una clínica de rehabilitación poco tiempo antes del lanzamiento del álbum y lo demoró por dos semanas. Esto también hizo que se acortara su gira promocional. Pese a todo, la primera semana de A Ghost Is Born fue la mejor semana de ventas en ese entonces para el grupo y el dico recibió reseñas positivas de publicaciones como Rolling Stone y PopMatters. El álbum recibió dos premios Grammy en las categorías de mejor álbum de música alternativa y mejor paquete de grabación.

## Producción

### Contexto
Wilco firmó un contrato con Nonesuch Records en noviembre de 2001 tras una larga disputa con su discográfica anterior, Reprise Records sobre el lanzamiento del cuarto álbum de estudio del grupo, Yankee Hotel Foxtrot. El álbum recibió reseñas positivas de Village Voice, publicación que lo mencionó como el mejor álbum de 2002 y Rolling Stone. Vendió más de 590 000 copias y recibió un disco de oro otorgado por la Recording Industry Association of America.

### Grabación

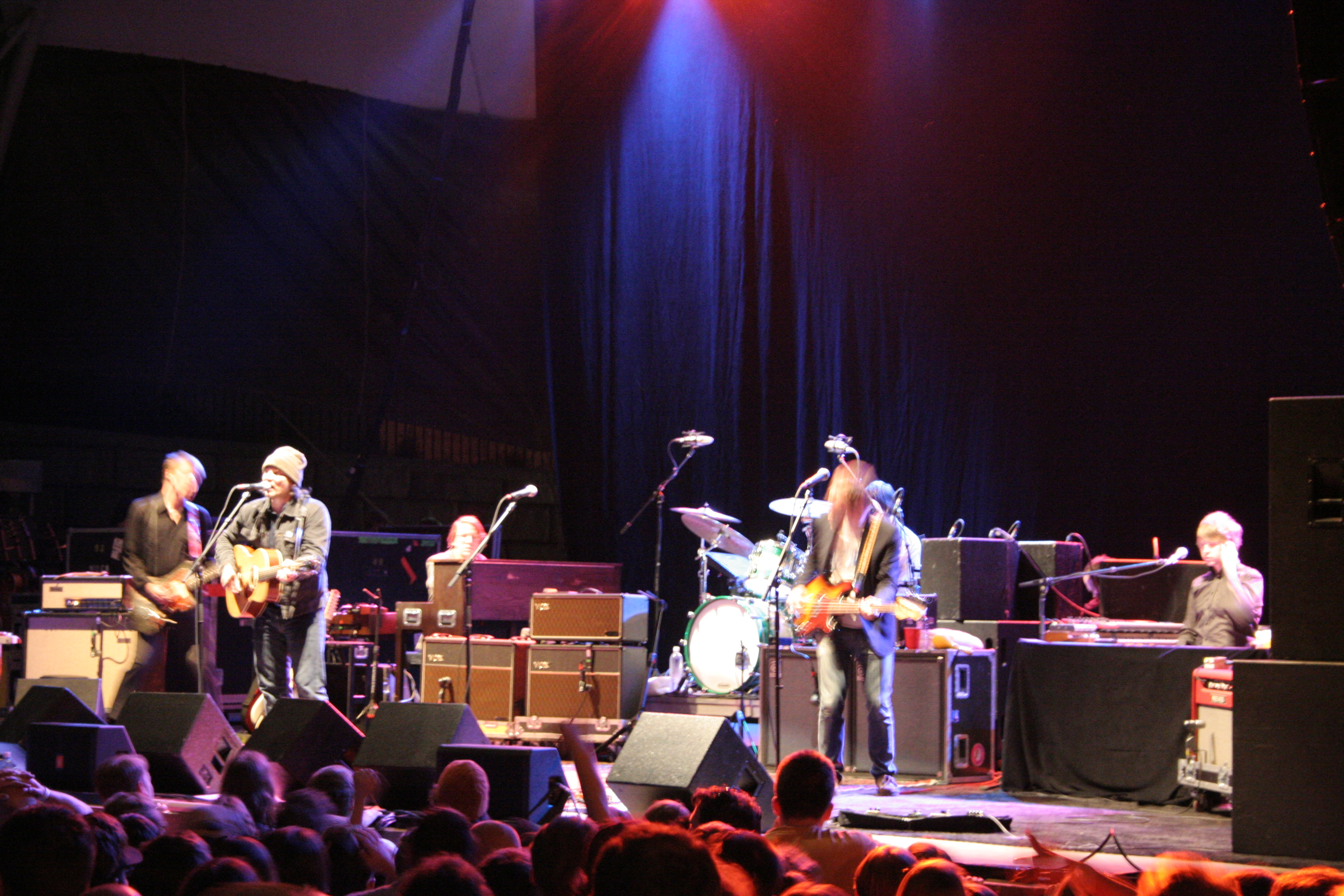
Wilco tocando en Charlottesville, Estados Unidos.

La grabación de un nuevo álbum comenzó en noviembre de 2003 y el título inicial del disco era Wilco Happens. Fue producido por Jim O'Rourke, quien había mezclado el disco anterior y era miembro del proyecto secundario de Wilco Loose Fur. O'Rourke animó al cantante principal Jeff Tweedy para que desarrolle sus habilidades con la guitarra en el álbum —Tweedy se había convertido en el guitarrista principal de la banda tras la partida del multiinstrumentista Jay Bennett luego de las sesiones de grabación para Yankee Hotel Foxtrot—. Tweedy buscó tocar solos no similares a los de bandas de improvisación como Phish y The Grateful Dead, sino que compuso y tocó solos con incluencias de Television tales como la coda de «At Least That's What You Said». Tweedy se refirió a dicha interpretación al final del tema como la «transcripción musical» de uno de sus ataques de pánico. A Ghost Is Born se grabó en forma diferente a Foxtrot o al álbum de 1999 Summerteeth; mientras que las canciones se tocaron en directo y luego se sobregrabaron, estos temas se tocaron primero con Pro Tools y sólo se interpretaron en directo una vez finalizados. Tweedy estaba emocionado por componer el disco de esta manera y comentó al respecto:

«Todas esas cosas que puedes hacer con Por Tools y todos los botones emocionales que puedes presionar con simplemente cosas del sonido que creo que sólo se pueden hacer con la música vieja [y] simple. Amo todas las posibilidades que las técnicas de grabación modernas permiten, pero no puedo hacerme la idea de realmente sorprender a alguien con la evolución loca del sonido de Yankee Hotel Foxtrot».

Una característica distintiva del disco es el tema de quince minutos de duración «Less Than You Think». Para la canción, cada miembro de la banda creó un sonido con un sintetizador que imitaba un ruido electrónico. Se activaron las instalaciones de la sala y se grabó todo eso en forma simultánea. Este ruido, que sirvió como una coda para la pista, se remezcló para darle más dinámica. Aunque lo llamó «la pista que todos odiarán», Tweedy defendió su inclusión en el álbum:

«Sé que al noventa por ciento de nuestros fans no les gustará la canción, dirán que es una indulgencia ridícula. Incluso yo no la quiero escuchar cada vez que reproduzco el álbum. Pero las veces que me calmo y le presto atención, pienso que es valiosa, emocionante y catártica. No la hubiese incluido en el disco si no hubiera pensado que era genial. [...] Quería hacer un álbum sobre la identidad y entre eso está la idea de un poder superior, la idea del azar y que todo puede suceder y no lo podemos controlar».

A Ghost Is Born fue el primer álbum de Wilco con el pianista Mikael Jorgensen; había colaborado anteriormente como ingeniero de sonido con la banda en su trabajo junto a The Minus 5. Jeff Tweedy fue el cantante y guitarrista principal por única vez desde que la banda se formó. John Stirrat, el único miembro original aparte de Tweedy, tocó el bajo y la guitarra. Glenn Kotche y Jim O'Rourke, compañeros de Tweedy en Loose Fur, tuvieron el papel de baterista y multiinstrumentista respectivamente. Leroy Bach tocó el teclado, como también el bajo. Todos los integrantes del grupo tocaron los sintetizadores en «Less Than You Think».

## Lanzamiento y promoción

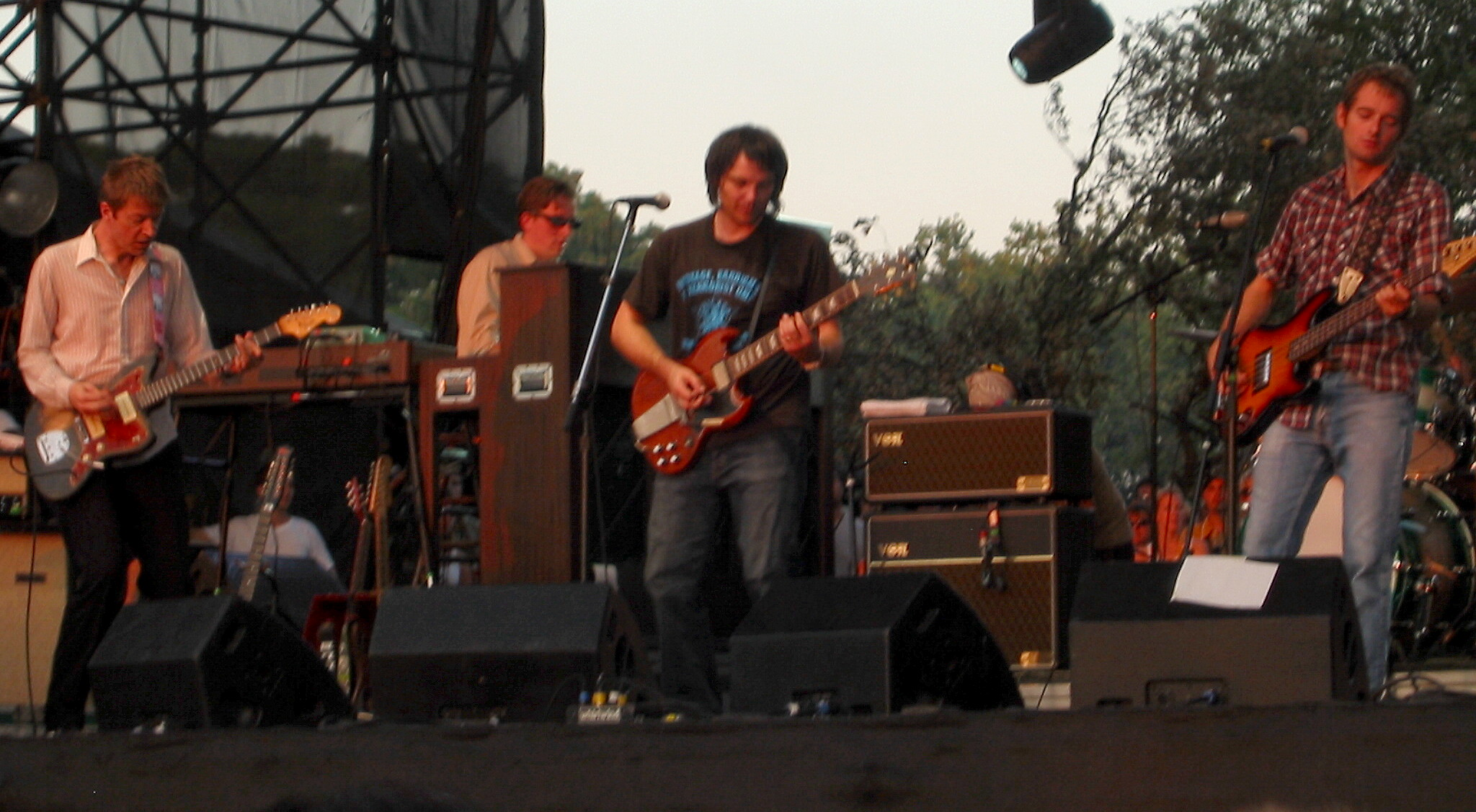
Wilco durante un concierto en 2004.

Wilco comenzó su gira promocional para el disco antes de su lanzamiento. El multiinstrumentista Leroy Bach abandonó el grupo una vez finalizadas las sesiones de grabación para unirse a una producción teatral, así que la banda incorporó al guitarrista de jazz rock Nels Cline y el multiinstrumentista Pat Sansone para reemplazarlo. Sansone había tocado con The Autumn Defense, un proyecto secundario liderado por el bajista Stirrat. Sin embargo, la gira promocional tuvo que acortarse. En mayo de 2004, Tweedy se ingresó en una clínica de rehabilitación de Chicago, Illinois debido a una migraña crónica, ataques de ansiedad y depresión clínica. En el proceso de tratamiento de sus dolencias, Tweedy desarrolló una adicción a los calmantes prescriptos. Su rehabilitación dio lugar a la cancelación de los conciertos europeos y demoró el lanzamiento del álbum. Si bien se lanzaría el 8 de junio de 2004, se puso a la venta oficialmente el 22 de junio de 2004.
La banda también subió a Internet la totalidad del álbum en una campaña publicitaria con Apple. Nonesuch tenía la intención de transmitir el disco en formato MPEG-4 debido al éxito de la campaña anterior para publicitar Yankee Hotel Foxtrot. Además, Wilco ofreció un EP gratuito para quienes compraran el álbum, que contiene dos pistas no incluidas en el álbum «Panthers» y «Kicking Television», versiones en directo de «At Least That's What You Said», «The Late Greats» y «Handshake Drugs». El EP luego se incluyó en el álbum y se vendió como una «edición de lujo».

## Recepción
En su semana debut, A Ghost Is Born llegó al octavo puesto de la lista Billboard 200 y vendió 81 000 copias, lo que constituyó la mejor posición en una lista estadounidense y la mejor primera semana de ventas de la banda en aquel entonces. Hacia el 13 de abril de 2007 el disco había vendido 340 000 copias según Nielsen SoundScan. Además, el álbum tuvo éxito internacional y alcanzó el puesto 24 en Noruega, el 29 en Suecia, el 33 en Nueva Zelanda, el 34 en Bélgica y el 37 en Irlanda.
Como Yankee Hotel Foxtrot, A Ghost Is Born recibió buenas críticas. Jon Pareles de Rolling Stone llamó al álbum «tan fantástico como todo lo que Wilco grabó hasta ahora» y aprobó que «Tweedy ofrece [su] curiosidad iluminada acerca de lo que puede pasar en una canción». Stylus Magazine le otorgó una calificación de «A», lo llamó «el álbum de la semana» y afirmó que es «todavía más brillante» que Yankee Hotel Foxtrot. Michael Metevier de PopMatters coincidió en que este álbum es mejor que el anterior; lo llamó «lleno de propósito» y dijo que lo había dejado «sorprendido y suficientemente encantado para que dure muchas vidas». La reseña de The Guardian, positiva, concedió cuatro estrellas sobre cinco al disco y lo llamó «un álbum dramático [y] ambicioso que te reta a aceptar su desafío». No todas las publicaciones compartieron esta opinión. Pitchfork Media, que había otorgado a Yankee Hotel Foxtrot una calificación de diez sobre diez, sólo dio a A Ghost Is Born un puntaje de 6,6 y lo llamó «salvajemente desigual» y «menos coherente que ningún otro disco de Wilco». Robert Christgau otorgó una calificación de «B-» al disco y resaltó sus diferencias con el álbum anterior del grupo diciendo: «Pero es difícil imaginar a los idiotas que se enamoraron del bombo de Yankee Hotel Foxtrot tratando de identificarse con, por decir algo, "Muzzle of Bees"». La reseña de Allmusic le otorgó cuatro estrellas sobre cinco y comparó ambos álbumes, diciendo: «Mientras que gran parte de Yankee Hotel Foxtrot daba una sensación fría [...] A Ghost Is Born es considerablemente más cálido y orgánico». En 2005, el álbum ganó dos premios Grammy en las categorías de mejor álbum de música alternativa y mejor paquete de grabación. Aunque la banda estuvo nominada en otras ocasiones, esta fue la primera vez que ganó.

## Lista de canciones
Todas las canciones compuestas por Jeff Tweedy, excepto donde se indica.
1. «At Least That's What You Said» – 5:33
2. «Hell Is Chrome» (Tweedy, Jorgensen) – 4:38
3. «Spiders (Kidsmoke)» – 10:46
4. «Muzzle of Bees» – 4:56
5. «Hummingbird» – 3:11
6. «Handshake Drugs» – 6:07
7. «Wishful Thinking» (Tweedy, Kotche) – 4:41
8. «Company in My Back» – 3:46
9. «I'm a Wheel» – 2:37
10. «Theologians» (Tweedy, Jorgensen, Girard) – 3:36
11. «Less Than You Think» (Tweedy, Stirratt, Kotche, Jorgensen, Bach, O'Rourke) – 15:04
12. «The Late Greats» – 2:31

## Créditos
- Jeff Tweedy – voz, guitarrara, sintetizador, bajo acústico[30]
- John Stirratt – bajo eléctrico, sintetizador, guitarrara, piano, armonías vocales
- Glenn Kotche – batería, percusión, dulcémele, sintetizador
- Leroy Bach – órgano, guitarra, piano, bajo eléctrico, sintetizador
- Mikael Jorgensen – piano, Farfisa, estilófono, rocksichord, sintetizador, ingeniero de sonido
- Jim O'Rourke – órgano, guitarra, piano, sintetizador, ARP 2600, ingeniero de sonido, mezcla, productor
- Frankie Montuoro – dulcémele, asistente técnico y de producción
- Karen Waltuch – viola
- Tim Barnes – percusión
- Steve Rooke – masterización
- Chris Shaw – ingeniero de sonido
- TJ Doherty, Tim Iseler – ingenieros asistentes
- Stan Doty, Daniel Herbst, Deborah Miles Johnson, Haydn Johnston, Matt Zivich – asistentes técnicos y de producción
- Dan Nadel – diseño gráfico
- Peter Smith – diseño gráfico, fotografía
- Mike Schmelling - fotografía
- Gladys Nilsson – dibujo
- Ken Waagner – supervisor digital